# Thrixspermum calceolus
Thrixspermum calceolus är en orkidéart som först beskrevs av John Lindley, och fick sitt nu gällande namn av Heinrich Gustav Reichenbach. Thrixspermum calceolus ingår i släktet Thrixspermum och familjen orkidéer. Inga underarter finns listade i Catalogue of Life.

## Bildgalleri

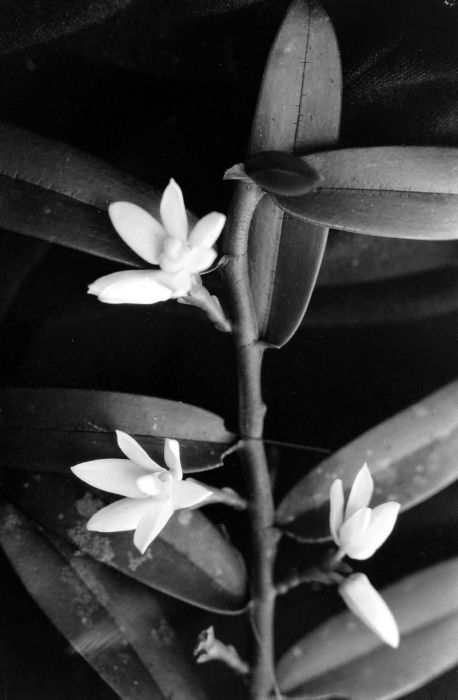